# フルーリーの多重複素数
数学における多重複素数（たじゅうふくそすう、英: multicomplex number）MCn は、Norbert Fleury が (Fleury, Rausch de Traubenberg & Yamaleev 1993) で導入した、任意の自然数（0 を含まない）n ∈ N* に対して定義される超複素数系の系列で、それぞれ R 上 n-次元の可換結合多元環を成す。

## 定義
一つの元 e は en = −1 を満たし、かつその冪からなる有限列 (1, e, e2, …, en−1) は線型独立とする。このとき、MCn は、この列を生成系とする実多元環として定義される。

## 代数的性質
- 各代数 MCn は一般化クリフォード代数（英語版）の例になっている[3]。
- en + 1 = 0 であるから、各代数 MCn は商多元環 R[X]/(Xn+1) に自然同型である。
- 擬ノルム（ドイツ語版）が非零となる任意の多重複素数は極形式 {\textstyle x=\rho \exp(\sum _{i=1}^{n-1}\phi _{i}e^{i})} に書ける[4]。

### 直和およびテンソル積
- 各代数 MCn は R および C からなる代数の直和[注釈 3] になる[3][注釈 4]:
  - n が偶数のとき:
{\displaystyle {\mathcal {M}}\mathbf {C} _{n}\cong \underbrace {\mathbf {C} \oplus \mathbf {C} \oplus \cdots \oplus \mathbf {C} } _{{\frac {n}{2}}{\text{ summands}}}=\bigoplus ^{\frac {n}{2}}\mathbf {C} =\mathbf {C} ^{\frac {n}{2}};}
  - n が奇数のとき:
{\displaystyle {\mathcal {M}}\mathbf {C} _{n}\cong \mathbf {R} \oplus \underbrace {\mathbf {C} \oplus \mathbf {C} \oplus \cdots \oplus \mathbf {C} } _{{\frac {n-1}{2}}{\text{ summands}}}=\mathbf {R} \oplus \bigoplus ^{\frac {n-1}{2}}\mathbf {C} =\mathbf {R} \times \mathbf {C} ^{\frac {n-1}{2}}=\mathbf {R} \oplus {\mathcal {M}}\mathbf {C} _{n-1};}
  - あるいはまとめて: MCn ≅ Rn mod 2 × C⌊n/2⌋.
- ここから直ちに従うこととして:
  - m, n が何れか奇数でないならば MCm ⊕ MCn ≅ MCm+n;
  - m, n がともに奇数のとき {\textstyle {\mathcal {M}}\mathbf {C} _{m}\oplus {\mathcal {M}}\mathbf {C} _{n}\cong {\mathcal {M}}\mathbf {C} _{m+n-2}\oplus \mathbf {C} \!\!\!\!\diagdown }[注釈 5]。
- 上記の性質を利用して、代数のテンソル積 ⊗R が代数の直和 ⊕ の上に分配的であること、および同型[注釈 6] MC4 ≅ C ⊗R C がわかる。そこから MCm ⊗R 𝓜ℂn ≅ MCmn を示すのは容易。

### Cnとの関係
- MC2n ≅ Cn.

### 部分環
- MCn−1 ⊂ MCn.
- R⌈n/2⌉ ⊂ MCn.
- D’où {\textstyle \mathbf {C} \!\!\!\!\diagdown ^{\lfloor (n+1)/4\rfloor }\subset {\mathcal {M}}\mathbf {C} _{n}}.
- C⌊n/2⌋ ⊂ MCn.

## 特にMC3に関して
19世紀に複素数を二次元の平面という幾何学的な形に表す考えが優位となったのち、数学者はこれを三次元の空間に対応する超複素数系に拡張しようと試みたがことごとく失敗に終わった。最終的には、超複素数の代数の成す次元とそれが表す幾何学的空間の次元が等しいという仮定を捨て去って、四次元の数である四元数が、そしてその三次元空間における回転との関係が発見されることとなる。そのような四元数の成功にもかかわらず、空間における幾何学的操作に相同する性質を示す次元数 3 の超複素数系を探索する者たちが引き続き存在しており、そのうちの幾人かはそれぞれ独立に MC3 またはそれに自明な同型を持つ代数にたどり着いている。

## 注